# Consol Pastor Martínez
Consol Pastor Martínez (Barcelona, 6 de marzo de 1887 – Barcelona, 20 de abril de 1973) fue una bibliotecaria española.

## Biografía
Fue la alumna número 1 de la primera promoción de la Escuela Superior de Bibliotecarias (1915-1918). Como algunas de sus compañeras, ya era maestra cuando ingresó en la Escuela. En una entrevista de Aurora Díaz-Plaja explicaba que estudió magisterio porque era la única salida para las mujeres que querían estudiar, pero que decidió seguir la carrera de bibliotecaria en cuanto se creó porque su máxima afición era el estudio. Bajo la guía de Eugeni d'Ors, que en aquellos primeros años era profesor y director de la Escuela, las alumnas colaboraron en diversas traducciones que se publicaron en las colecciones Quaderns d'Estudi y Minerva, como Guillermo Tell, de Friedrich von Schiller, y Hermano y hermana, de Johann Wolfgang von Goethe; ella misma también publicó en Quaderns d'Estudi el trabajo "Siete iniciadores de la psicología actual" (febrero, 1917).
En julio de 1918 fue nombrada directora de la primera biblioteca popular de la Mancomunidad de Cataluña, la de Valls. Un año después se trasladó a Barcelona al ganar la plaza de profesora auxiliar de la Escuela Superior de Bibliotecarias. En este cargo apoyaba al profesorado y les sustituía las bajas —más de una vez tuvo que asumir bastante docencia, como cuando Ors fue ahuyentado de la Mancomunidad y de la Escuela, o cuando en mayo de 1924 la mayoría del profesorado de la Universidad Industrial fue destituido o dimitido al solidarizarse con el profesor belga Georges Dwelshauvers. En 1928 fue nombrada bibliotecaria de la Escuela cuando la biblioteca iniciada en 1920 tenía ya suficiente envergadura como para requerir la dedicación de una profesional. Permaneció en este cargo hasta que se jubiló en 1957, con la interrupción de unos meses al final de la Guerra Civil, en el que gozó de un permiso justificado para estudiar la organización de la Bibliothèque d'Art et Industrie Forney y la Bibliothèque du Conservatoire des Arts et Métiers de París. Los sueldos de las bibliotecarias eran bastante migrados, y por eso algunas tenían varios puestos de trabajo; Consol Pastor, durante los años veinte y treinta, simultaneó su labor en la Escuela con la de directora de la Biblioteca Popular de la Mujer fundada por Francesca Bonnemaison.
Además de sus trabajos de estudiante, mencionados anteriormente, colaboró en el Anuari de les biblioteques populars con la memoria de la Biblioteca de la Escuela y en la revista Biblioteconomía. En 1954, cercana a su jubilación, todavía escribía un artículo dedicado a Eugenio d'Ors que exuda su gran admiración por el maestro y primer director de la Escuela.
Consuelo Pastor murió en Barcelona a la edad de 86 años, el 20 de abril de 1973. En 2023, el Gobierno de la Generalidad de Cataluña aprobó conmemorar oficialmente el Año Consol Pastor Martínez, al procederse el cincuentenario de su defunción.